# Likovna udruga Emanuel Vidović
Likovna udruga Emanuel Vidović je udruga neprofesionalnih likovnih stvaralaca u gradu Splitu. Počela je s radom 1972. godine u okviru KUD-a Đuro Salaj, a od 1990. godine djeluje pod imenom velikog splitskog i hrvatskog slikara Emanuela Vidovića.
Redovna aktivnost jest organizacija skupnih likovnih izložbi u samom gradu Splitu za potrebe članstva. Za razdoblje od 1972. do 1982. godine nemamo dovoljno relevantnih podataka, a možemo procijeniti da je u razdoblju od 1982. godine do danas organizirano ukupno više od 100 skupnih izložbi (godišnjih i tematskih), s preko 5.000 izloženih likovnih radova. 
U razdoblju prije 1986. godine, postoje pisani tragovi da su Likovnu sekciju redom vodili: Jakov Palir, Ernest Stamać i Zlatko Baranašić. Nakon osamostaljivanja 1986. godine, pa do danas predsjednici Udruge su bili : Janja Redek-Tomac, Maja Batalić, Velimir Matutinović, Ivo Ganza, Tonka Lovrić, Ankica Krželj, Slobodan Jović, Ivica Šegvić, Zlatan Morić i Draženka Žic.
Osim u Splitu Udruga je organizirala skupne izložbe svojih članova i u Otočcu, Delnicama, Opuzenu, Solinu, Trogiru, Sinju, Drnišu, Kaštel Sućurcu, Kaštel Novom, Komiži, Primoštenu, Tijesnom, Supetru i Žrnovnici. 
Članovi Udruge sudjeluju na republičkim smotrama neprofesionalnog likovnog stvaralaštva u organizaciji Kulturno prosvjetnoga sabora Hrvatske (danas Hrvatskoga sabora kulture), kao krovne udruge većine amaterskih društava i udruga, i to u Zagrebu, Splitu, Karlovcu, Koprivnici, Petrinji, Križevcima, Pazinu, Kutini, Sisku, Slavonskom Brodu i Bjelovaru. Od 22. listopada do 6. studenog 1990. godine upravo u Splitu organiziraju se 21. Susreti neprofesionalnih likovnih stvaralaca Hrvatske. U prostoru tadašnjeg Muzeja revolucije izloženo je ukupno 146 radova u prvoj postavi, a 60 u drugoj postavi, uz dvostruku selekciju.
U razdoblju od 1996. do 2000. godine Udruga izdaje i skromno glasilo za potrebe članstva, a povremeno se održavaju tečajevi crtanja i slikanja, tribine, seminari i okrugli stolovi na temu likovnih umjetnosti.
Članovi Udruge se odazivaju pozivima na likovne kolonije koje se održavaju na Visu, Rovanjskoj, Bratušu i Nečujmu, gdje likovni radovi koji su nastali u prirodi ostaju u fundusu organizatora, pretežito za humanitarne svrhe.
Donacije različitim ustanovama (Dječji dom Maestral, Udruga Srce, KBC Split itd.) i brojne samostalne izložbe članova Udruge, samo dopunjuju ukupnu sliku. Ako tome pridodamo pjesnike i pjesnikinje, glumce i recitatore, pjevačke zborove, glazbene soliste i istaknute pojedince koji su nastupali na otvorenjima likovnih izložbi, onda cjelovito vidimo kulturnu ulogu Likovne udruge Emanuel Vidović.

## Vanjske poveznice
- Likovna udruga "Emanuel Vidović" - službene stranice
- Dječji dom "Maestral" - službene stranice
- Udruga "Srce" - službene stranice
- Hrvatski sabor kulture – službene stranice (hrv.) (engl.)